# Серата (Бузеу)
Серата (рум. Sărata) — село у повіті Бузеу в Румунії. Входить до складу комуни Улмень.
Село розташоване на відстані 80 км на північний схід від Бухареста, 19 км на південний захід від Бузеу, 118 км на захід від Галаца, 102 км на південний схід від Брашова.

## Населення
За даними перепису населення 2002 року у селі проживали 397 осіб.
Національний склад населення села:
| Національність | Кількість осіб | Відсоток |
| -------------- | -------------- | -------- |
| румуни         | 384            | 96,7%    |
| цигани         | 13             | 3,3%     |

Рідною мовою назвали:
| Мова      | Кількість осіб | Відсоток |
| --------- | -------------- | -------- |
| румунська | 392            | 98,7%    |
| циганська | 5              | 1,3%     |